# Glenn megye
Glenn megye az Amerikai Egyesült Államokban, azon belül Kalifornia államban található. Megyeszékhelye Willows. Lakosainak száma 28 917 fő (2020. április 1.). Glenn megye Mendocino, Lake, Colusa, Tehama és Butte megyékkel határos.

## Népesség
A megye népességének változása:
| Lakosok száma | 28 101 | 28 173 | 27 957 | 27 940 | 28 017 | 28 393 | 28 917 |
|               | 2010   | 2011   | 2012   | 2013   | 2015   | 2019   | 2020   |